# One Last Breath
One Last Breath – singiel greckiej piosenkarki Marii Eleny Kiriaku napisany przez samą artystkę we współpracy z Eftiwulosem Teocharusem, Wangelisem Konstadinidim i Eveliną Tziorą.
Utwór reprezentował Grecję podczas 60. Konkursu Piosenki Eurowizji organizowanego w 2015 roku w Wiedniu dzięki wygraniu w marcu koncertu EuroSong. Po finale eliminacji piosenkarka przearanżowała zwycięski utwór, a jego nowa wersja singla ukazała się 20 marca. Utwór został zaprezentowany przez Kiriaku w pierwszym półfinale Konkursu Piosenki Eurowizji i zakwalifikował się do stawki finałowej, w którym zajął ostatecznie 19. miejsce z 23 punktami na koncie.
Oprócz anglojęzycznej wersji utworu piosenkarka nagrała także piosenkę w języku greckim – „Mia anapnoi”.